# Guyana az 1968. évi nyári olimpiai játékokon
Guyana a mexikói Mexikóvárosban megrendezett 1968. évi nyári olimpiai játékok egyik részt vevő nemzete volt. Az országot az olimpián 4 sportágban 5 sportoló képviselte, akik érmet nem szereztek.

## Atlétika
Férfi
| Versenyző     | Versenyszám | Döntő   | Döntő    |
| Versenyző     | Versenyszám | Idő     | Helyezés |
| ------------- | ----------- | ------- | -------- |
| Harry Prowell | Maraton     | 2:57:01 | 50.      |

## Kerékpározás

### Pálya-kerékpározás
Sprintverseny
| Versenyző    | Versenyszám  | 1. forduló                                   | 1. forduló | Vigaszág                                         | Vigaszág | 2. forduló             | 2. forduló | Vigaszág               | Vigaszág | Nyolcaddöntő           | Nyolcaddöntő | Vigaszág selejtező     | Vigaszág selejtező | Vigaszág döntő       | Vigaszág döntő | Negyeddöntő          | Elődöntő             | Döntő                | Helyezés    |
| Versenyző    | Versenyszám  | Ellenfelek Győztes idő                       | Hely.      | Ellenfelek Győztes idő                           | Hely.    | Ellenfelek Győztes idő | Hely.      | Ellenfelek Győztes idő | Hely.    | Ellenfelek Győztes idő | Hely.        | Ellenfelek Győztes idő | Hely.              | Ellenfél Győztes idő | Hely.          | Ellenfél Győztes idő | Ellenfél Győztes idő | Ellenfél Győztes idő | Helyezés    |
| ------------ | ------------ | -------------------------------------------- | ---------- | ------------------------------------------------ | -------- | ---------------------- | ---------- | ---------------------- | -------- | ---------------------- | ------------ | ---------------------- | ------------------ | -------------------- | -------------- | -------------------- | -------------------- | -------------------- | ----------- |
| Aubrey Bryce | Férfi egyéni | Ivan Kučírek (TCH) · Ian Alsop (GBR) · 11,03 | 3.         | José Pittaro (ARG) · Roberto Roxas (PHI) · 11,41 | 3.       | kiesett                | kiesett    | kiesett                | kiesett  | kiesett                | kiesett      | kiesett                | kiesett            | kiesett              | kiesett        | kiesett              | kiesett              | kiesett              | helyezetlen |

Időfutam
| Versenyző    | Versenyszám  | Idő     | Helyezés |
| ------------ | ------------ | ------- | -------- |
| Aubrey Bryce | Férfi egyéni | 1:12,73 | 31.      |

## Ökölvívás
| Versenyző     | Versenyszám | Selejtező         | 32-es főtábla             | Nyolcaddöntő                  | Negyeddöntő       | Elődöntő          | Döntő             | Helyezés |
| Versenyző     | Versenyszám | Ellenfél Eredmény | Ellenfél Eredmény         | Ellenfél Eredmény             | Ellenfél Eredmény | Ellenfél Eredmény | Ellenfél Eredmény | Helyezés |
| ------------- | ----------- | ----------------- | ------------------------- | ----------------------------- | ----------------- | ----------------- | ----------------- | -------- |
| Dhanraj Singh | Harmatsúly  | erőnyerő          | Samuel Mbugua (KEN) · 0-5 | kiesett                       | kiesett           | kiesett           | kiesett           | 17.      |
| Charles Amos  | Középsúly   |                   | erőnyerő                  | Wiesław Rudkowski (POL) · RSC | kiesett           | kiesett           | kiesett           | 9.       |

## Súlyemelés
| Versenyző     | Versenyszám | Nyomás   | Nyomás   | Szakítás | Szakítás | Lökés    | Lökés    | Összesen | Helyezés |
| Versenyző     | Versenyszám | Eredmény | Helyezés | Eredmény | Helyezés | Eredmény | Helyezés | Összesen | Helyezés |
| ------------- | ----------- | -------- | -------- | -------- | -------- | -------- | -------- | -------- | -------- |
| Rudolph James | 82,5 kg     | 120,0    | 20.      | 127,5    | 12.      | 165,0    | 10.      | 412,5    | 19.      |